# Trekhizbinka
Trekhizbinka (en rus: Трехизбинка) és un poble de l'óblast d'Astracan, a Rússia, segons el cens del 2010 tenia 199 habitants.